# 발해의 교통로
5도(五道)는 발해의 대외 교통로써, 당과 통교하던 조공도(朝貢道)·영주도(營州道)를 비롯하여 거란·일본·신라와 통교하던 거란도(契丹道)·일본도(日本道)·신라도 등이 있었는데, 신라도는 남경 남해부(南京南海府)를 거쳐 신라로 가던 교통로였다.
《신당서》의 기록에 따르면 발해에는 5개의 교통로가 있었다. 동경 용원부의 동남쪽 바다와 인접한 곳은 일본도이고, 남경 남해부는 신라도이고, 서경 압록부는 조공도이고, 장령부는 영주도이고, 부원부는 거란도이다.
상경용천부가 세워진 이후 모든 출발지는 정치 중심지이자 수도였던 상경 용천부에서 시작하였고 나머지 5개의 5대 교통로는 최전방 출발지이다.
발해의 교통 중 압록강은 당으로 가는 중요 경로였으며 도문강은 일본으로 가는 길, 제2송화강은 거란도, 목단강은 흑수말갈로 대표되는 북쪽말갈로의 교통로이다.

## 신라도(新羅道)
신라도(新羅道)는 남북국 시대때 신라와 발해가 서로 오가던 대외교통로이다. 
신당서(新唐書)』 발해전에는 국도인 상경을 중심으로 하여 각 방면에 이르는 교통로를 설명하고 있다. 그 중에 남경남해부(南京南海府)는 신라로 가는 길이라고 기록되어 있다.
발해와 신라는 이하(泥河 : 현재의 용흥강)를 경계로 인접하여 있었고, 또 『삼국사기』에 인용된 가탐(賈耽)의 『고금군국지(古今郡國志)』에 의하면 책성부(柵城府 : 즉 동경용원부)와 신라의 천장군(泉井郡 : 현재
의 德源) 사이는 39역(驛)이 있다고 하였는데 이 사이에 남경남해부가 있었다. 따라서, 신라도는 상경에서 동경을 거쳐 남경에 이른 다음 신라로 들어가는 경로를 지칭하였다.
신라도는 육상교통로와 해상교통로(동해, 서해)로 나뉜다. 대표적인 육상교통로는 신라도로 알려진 곳으로 신라와 발해 사이에 설치된 상설교통로이다.
이 육상교통로인 신라도에는 39개의 역사 내지 역관이 있었다. 이는 당나라 지리학자였던 가탐의 《고금군국지》기록을 통해 알 수 있다.
고금군국지기록에는 '발해국의 남해, 압록, 부여, 책성 등 4개 부는 고구려의 옛지역이다. 신라 정천군으로부터 책성까지 이르는 사이에 39개 역이 있다.'라고 적혀 있다.
해상교통로에서 동해는 남경 남해부 청진항을 통해 한반도의 동해안을 따라 남하하여 서라벌에 이르는 길이다.
해상교통로에서 서해는 상경에서 서경 압록부의 압록강 하구를 통해 서해 바닷길로 남하하여 화성의 담흥포까지 해로를 통해 가고 육로로 동남으로 350km 정도 가서 수도인 서라벌에 도착하는 길이다.
발해와 신라간의 상설교통로의 존재는 양국의 빈번한 접촉을 의미한다.
신라도를 통하여 발해와 신라가 접촉하였던 구체적인 사실은 『삼국사기』에 보이는 두 번에 걸친 신라의 사신파견 기록, 『거란국지(契丹國志)』에 보이는 발해가 신라와 결원(結援)하려 하였다는 기록, 일본기록에 보이는 당나라 사신 한조채(韓朝彩)가 발해에서 직접 신라로 갔다는 기록 등에서 찾아볼 수 있다.
정치적으로는 대립관계에 있었지만 경제적으로 민간 접촉은 많이 일어났다.
그러나 이 교통로는 발해와 신라만을 잇는 구실만 한 것이 아니고 때로는 발해 사신이 일본으로 가는 경로로도 사용하였다.
즉, 『속일본기(續日本紀)』에 의하면 777년 1월에 발해 사신이 남해부의 토호포(吐號蒲)를 출발하여 일본으로 향하였다고 한다.

## 일본도(日本道)
일본도는 발해 상경성에서 일본으로 가기 위한 육지길과 발해항구에서 일본항구로 가는 해로상의 일본도와 일본에 도착한 발해사신들이 일본의 수도로 들어가기 위한 길로 나뉜다.
먼저 발해 상경에서 동경용원부로 도착하여 출발 항구로 도착하는 육로에는 2가지가 있다.
첫번째는 상경에서 옛 구국(지금의 돈화)로 가서 연변지역을 지나 두만강을 따라 내려가 동경용원부인 훈춘의 동경성으로 도착하는 길이다.
두번째로 상경에서 왕청현으로 내려와 팔련성과 크라스키노토성으로 접근하여 훈춘 동남 4km 떨어진 러시아 연해주 크라스키노 토성 푸시에트항에서 배를 타는 길이 있다.
일본으로 가는 해로를 통해 일본에 도착하여 육로로는 794년 이전까지는 나라 시대의 수도인 헤이죠쿄로 들어갔으며 헤이안시대가 시작된 794년부터는 오늘날의 쿄토인 헤이안쿄로 들어갔다.
정착한 항구로는 대표적으로 데와, 사도, 에치고, 노토, 가가, 에치젠, 다지마, 오끼, 호우키, 조몬, 쓰시마 등에 도착하였다. 이곳은 일본 열도의 북륙도와 산음도에 집중되어 있다.
일본도를 통해 발해와 일본은 229년간 47회 사신이 왕래를 하였다. 그러나 《삼국사기》 본기는 공식적인 기록이 10회도 되지 않다.
일본도로 발해는 초기 정치적 목적에 따라 교섭을 하였다. 신당연합과정에서 일본을 통한 신라를 견제하기 위해 발해에서 먼저 사신을 보냈다.
이는 "속일본기"와 "목관"에서 '728년 정월 쇼무 천황을 만나고 발해의 국서와 선물을 전달하였다.'는 내용을 통해 알 수 있다.
발해 중반 이후에는 경제적인 목적 중심으로 일본도를 통한 교류가 있었다. 일본귀족들이 발해 특산물인 담비가죽과 학문적 교류에 대한 관심이 높았고 발해의 지방수령들도 경제적 욕구를 충족시키는데 적극적으로 일본과 교류를 하였다.

## 조공도(朝貢道)와 영주도(營州道)
당나라와 발해는 130회~160회간 교류할 정도로 활발히 교류를 하였다. 당에서 발해로 30회의 사신을 파견하였고 발해에서 당나라로 100회 정도 사신을 파견하였다.
이러한 사신파견은 수로와 육로를 통해 이루어졌다. 조공도는 그 중 대표적인 수로이다.
《신당서》 발해전(渤海傳)에는 국도(國都)인 상경(上京)을 중심으로 하여 각 방면에 이르는 교통로를 설명하고 있는데 그 중에 조공도 ‘서경압록부(西京鴨綠府)는 조공하는 길(朝貢道也)’이라고 기록되어 있다.
조공도는 발해입장에서는 등주도, 당지도, 압록도라고 불릴 수 있었던 길이었다. 조공도는 해로로 서경압록부를 지나 압록강을 따라 황해를 통해 등주에 도착하는 길이다.
등주에는 발해, 신라 사람들이 많이 거주하는 곳으로 발해관, 신라관, 신라원 등이 있었다. 이로 인해 등주를 통해 교류가 빈번하였다.
영주도는 상경에서 장령부를 거쳐 당의 영주도독부에 이르는 길이다.
출발근거지로는 지린성 화디엔시의 수미청, 즉 소밀성으로 대부분의 학자들이 알고 있다.
구체적인 경로는 《신당서》 지리지에 인용된 가탐(賈耽)의 "도리기(道里記)"에 자세히 나타나 있다. 상경에서 출발하여 첫 도읍지였던 돈화(敦化)를 지나 장령부(현재의 길림성 해룡현 산성진) 관내를 통과한 다음 심양(瀋陽)·흑산(黑山)·북진(北鎭)·의현(義縣 : 당시의 燕郡城)을 거쳐 영주에 이른다. 이는 상경에서 목단강을 따라 남쪽으로 가서 제2송화강 유역으로 들어가 영주로 통하는 길이다.
이러한 영주도는 실크로드의 동쪽 끝이 발해와 이어진다고 하여 한반도의 '초원로 동단'설, 발해의 '비단길'설, 발해국의 '실크로드'설이 있다.

## 거란도(契丹道)
거란도(契丹道)는 거란과 발해 간 교역로로 사용된 길로 출발거점은 부여부이다. 부여부는 눙안시로 얘기가 되는데 이보단 지린시에 서단산 문화 유적이 있으며 부여유적의 동단산 문화유적이 많아 지린시를 발해 건국자 대조영의 출신지로 추정하기도 한다.
지린시의 서쪽 구간은 평원이어서 각지로 통하는 육로의 거점이 되었으며 동쪽 구간은 상경으로도 통하는 지리적 위치에 있다.
거란도는 제2송화강수로를 이용하였다. 이 길은 돌궐이나 회흘, 시리 등으로 가는 출구일 가능성도 있다고 본다.
이 외에도 지금의 역사가들은 검은 담비길과 흑초의 길이 있었고 이를 통해 외국과의 교역, 경제 교류 및 정치교류를 실현하였다고 본다.
그리고 소그드 은화의 발견으로 발해와 중앙아시아의 교류의 증거도 있다. 이란계 소그드인들은 발해를 포함한 극동 지역에까지 교역 망을 뻗쳤다.

## 기록
《삼국사기》에 인용된 가탐(賈耽)의 《고금군국지(古今郡國志)》에 따르면 발해의 책성부(柵城府:동경 용원부, 중국 길림성 훈춘)와 신라의 삭주(朔州:천정군, 함남 문천군 덕원) 사이에 역이 39개 있었다고 하는데, 이는 신라도의 주요 경로로 추정된다. 즉 신라도는 발해의 수도 상경 용천부를 출발하여 동경 용원부과 남경 남해부를 거쳐 신라의 수도 금성으로 가던 교통로로서 오늘날의 동해안을 따라 발해와 신라가 통교하였음을 보여준다.
신라도는 대체로 8세기 전반에 개설된 것으로 추정되지만, 양국이 이 교통로를 이용하여 자주 교류한 것은 8세기 후반에서 9세기 전반이다.
현존 기록상 신라도를 최초로 이용한 사람은 당나라 사신 한조채(韓朝彩)로서 764년(발해 문왕(대흥) 28년) 발해에서 신라로 직접 갔다고 하며, 신라인으로는 790년(원성왕 6년) 발해에 사신으로 파견된 일기찬 백어(伯魚)가 있다.
그 이후 9세기 전반 양국은 이 교통로를 이용하여 빈번하게 내왕하였을 것으로 추정되는데 812년(헌덕왕 4년)에 신라가 발해에 사신을 파견하였다는 기록이 있다.

## 같이 보기
- 발해의 행정 구역
- 중경 현덕부
- 서경 압록부